# Eugène de Beauharnais

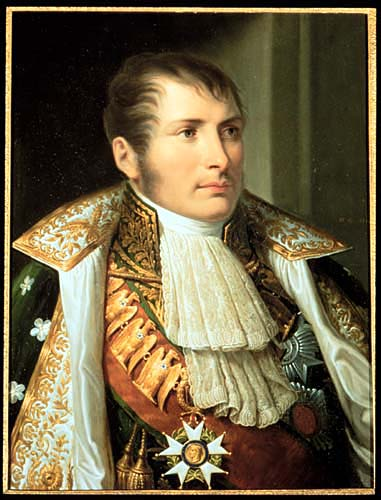
Eugène de Beauharnais, Porträt von Andrea Appiani, 1810. Beauharnais’ Unterschrift:

Eugène-Rose de Beauharnais (deutsch Eugen Herzog von Leuchtenberg und Fürst von Eichstätt teilweise in der älteren Literatur auch Prinz Eugen) (* 3. September 1781 in Paris; † 21. Februar 1824 in München) war Stiefsohn Napoleons I. und wurde später von diesem adoptiert. Er war seit 1805 Vizekönig von Italien und heiratete Auguste von Bayern. Er tat sich 1809 als Befehlshaber hervor und wurde 1810 Thronprätendent des Großherzogtums Frankfurt. Er nahm am Russlandfeldzug von 1812 teil und befehligte 1813 zeitweise die französischen Truppen in Deutschland. Er kehrte nach Italien zurück und ergab sich 1814. Er erhielt von seinem Schwiegervater den Titel eines Herzogs von Leuchtenberg und Fürsten von Eichstätt und lebte fortan im Königreich Bayern.

## Leben

### Abstammung und Jugend
Eugène de Beauharnais war das erste Kind aus der ersten Ehe von Napoleons Gattin Joséphine. Sein Vater war Alexandre Vicomte de Beauharnais. Nach der Trennung seiner Eltern lebte seine Schwester Hortense (geboren 1783) bei seiner Mutter, Eugène bei seinem Vater bis zu dessen Tod in den Revolutionswirren 1794 unter der Guillotine.
Der Mutter Eugènes, die die Revolutionswirren überlebt hatte, gelang es, gesellschaftlich wieder Fuß zu fassen. Sie heiratete 1796 den aus Korsika stammenden General Napoleon Bonaparte und wurde an dessen Seite 1804 Kaiserin der Franzosen. Eugène wurde 1797 von seinem Stiefvater Napoleon zum Offizier ernannt und begleitete Napoleon als dessen Adjutant beim Italienfeldzug und beim Ägyptenfeldzug. 1805 ernannte Napoleon ihn zum Prinzen und als Staatserzkanzler (archichancelier d’État) zu einem der Großwürdenträger des Französischen Kaiserreichs. Noch im gleichen Jahr nahm er ihn nach Mailand mit, wo Napoleon sich zum König von Italien krönen ließ.

### Französischer Vizekönig von Italien

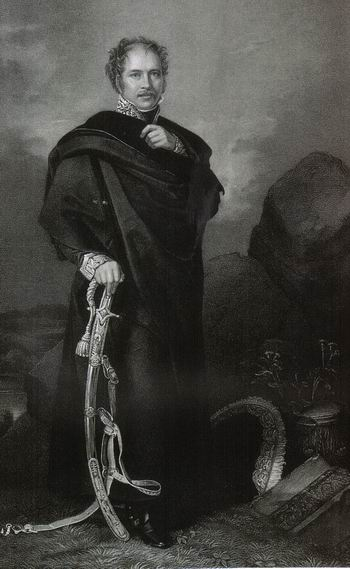
Eugène de Beauharnais, Herzog von Leuchtenberg

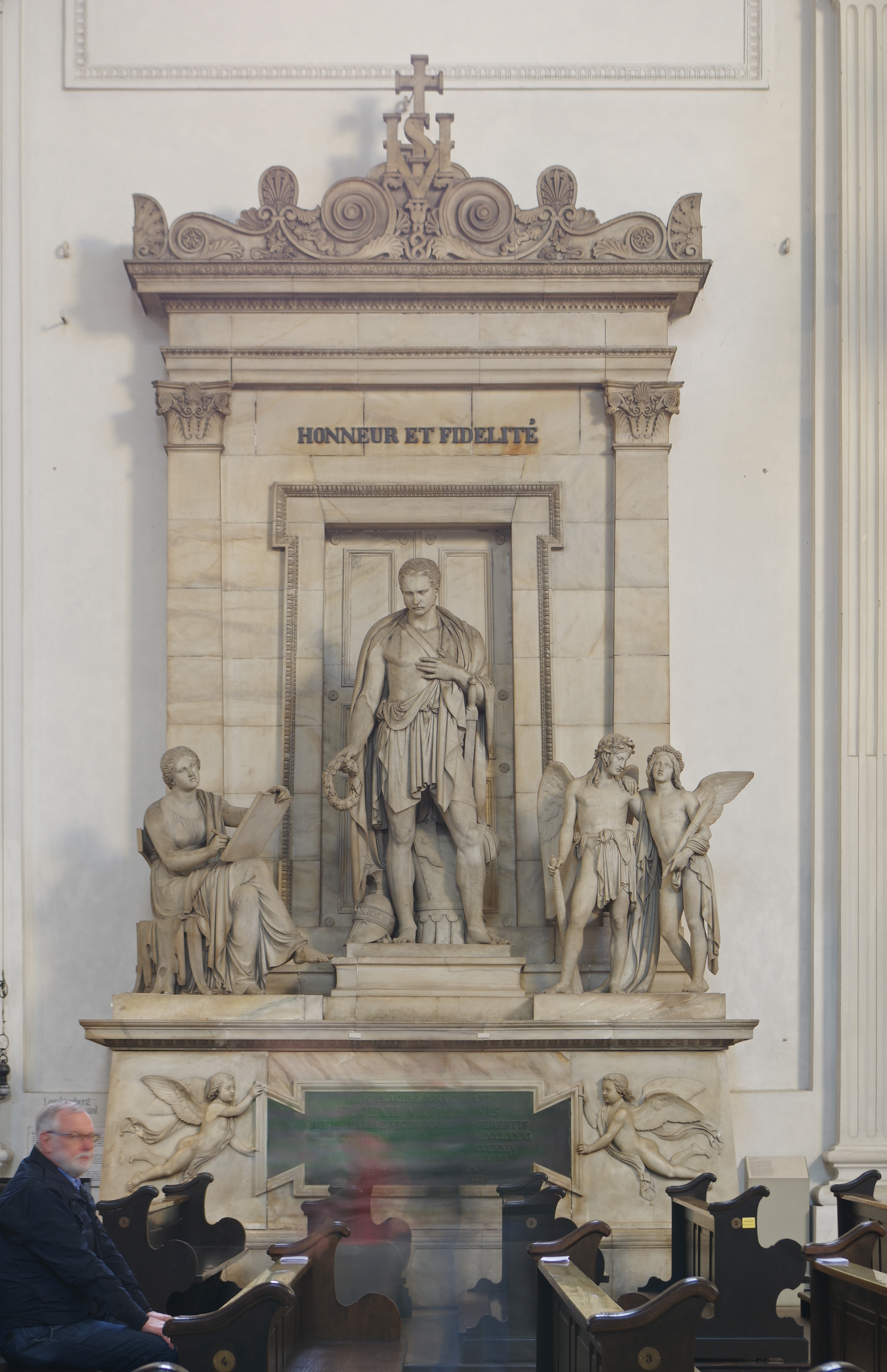
Grabdenkmal von Eugène de Beauharnais

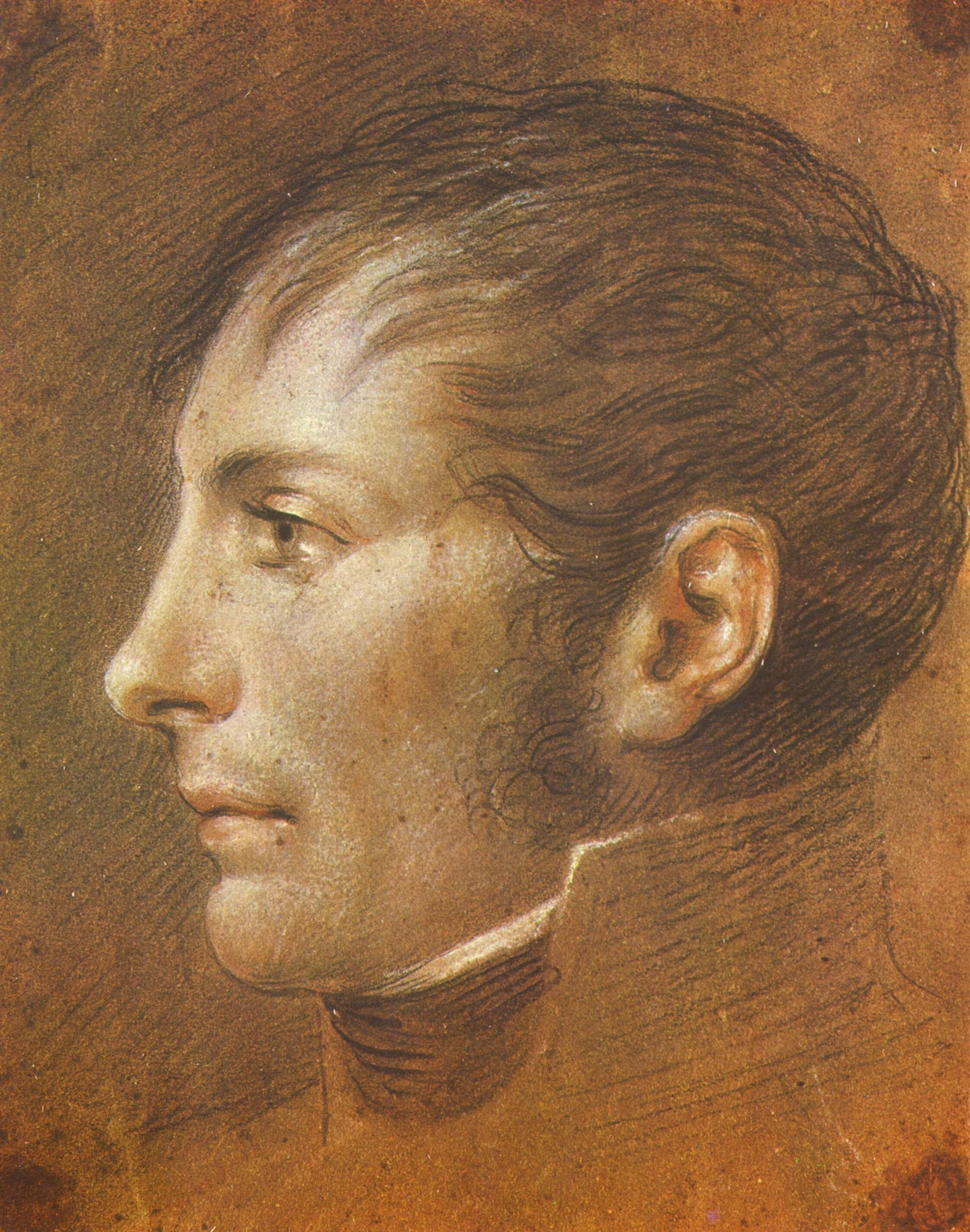
Eugène de Beauharnais, Porträt von Andrea Appiani, um 1800

Wappen des Herzogs von Leuchtenberg aus dem Hause Beauharnais

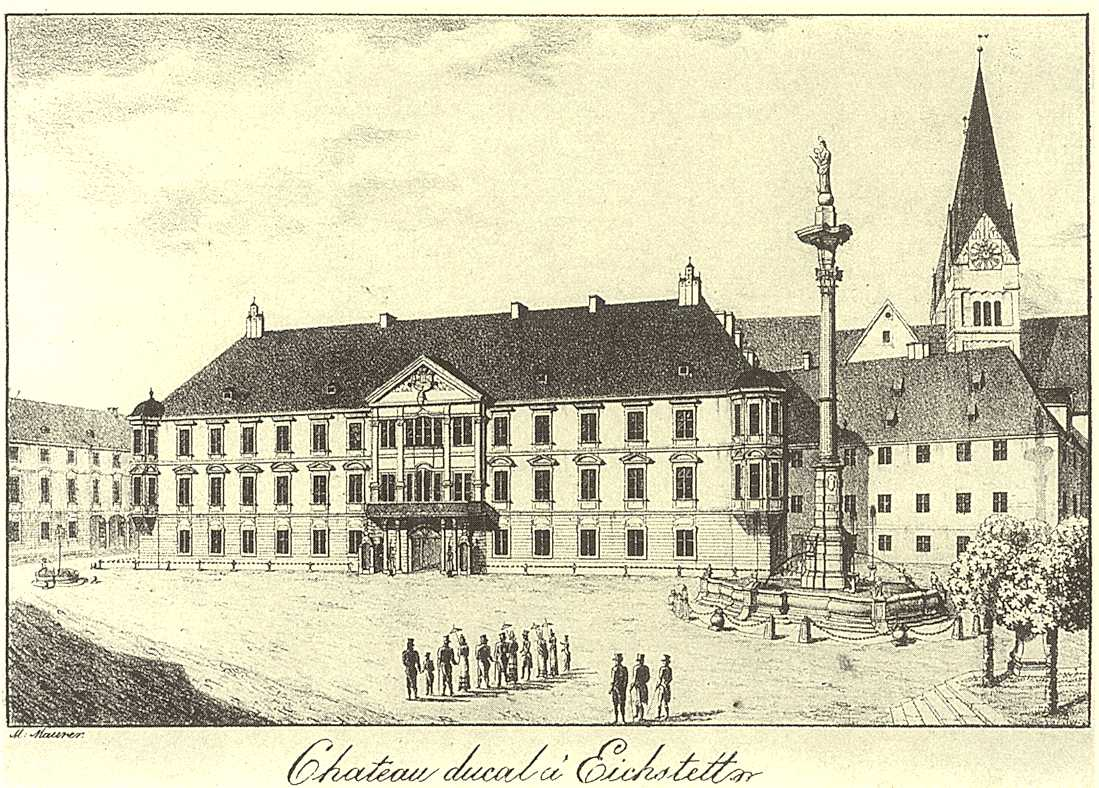
Die Leuchtenbergische Residenz in Eichstätt

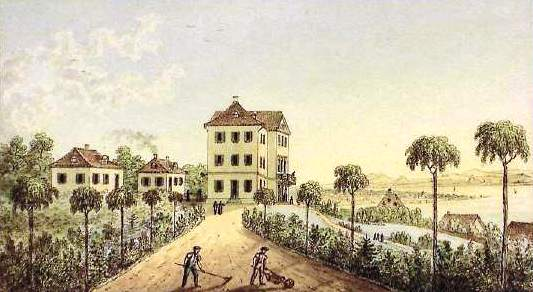
Schloss Eugensberg um 1850

Am 7. Juni 1805 setzte Napoleon Eugène als Vizekönig von Italien ein, jedoch ohne größere Befugnisse. Eugène, kurz zuvor von Napoleon adoptiert, heiratete am 13. Januar 1806 weltlich und einen Tag später kirchlich in München auf Anweisung Napoleons und im Beisein des französischen Kaiserpaares die 17-jährige Prinzessin Auguste Amalie von Bayern und wurde damit zum Schwiegersohn des bisherigen Kurfürsten Max IV. Joseph und seit 1. Januar 1806 ersten bayerischen Königs Max I. Joseph. Aus der Heirat aus Staatsräson entwickelte sich eine innige Liebesbeziehung; ein Leben lang blieben die beiden ein glückliches Paar. Eine Woche nach der Hochzeit reisten sie nach Mailand ab, begleitet von Friederike von Wurmb, der Erzieherin der Prinzessin. Das gemeinsame Streben, von Napoleon das Königtum Italien zu erhalten, blieb unerfüllt, immerhin wurde Eugène 1807 zusätzlich Fürst von Venedig. Als im Frühjahr 1809 österreichische Truppen in Italien einmarschierten, konnte Eugène sich wieder als Soldat beweisen. Nach zunächst glücklosen Aktionen in der Schlacht bei Sacile am 16. April 1809 bezwangen er und die napoleonischen Truppen die Österreicher unter Erzherzog Johann in der Schlacht bei Raab in Ungarn am 14. Juni 1809. Gehorsam gegenüber Napoleon, unterwarf er anschließend das von Andreas Hofer angeführte aufständische Tirol und ließ Hofer am 20. Februar 1810 in Mantua erschießen.
Am 1. März 1810 erhob Napoleon seinen Stief- und Adoptivsohn zum Großherzog von Frankfurt und sagte ihm die spätere Nachfolge von Fürstprimas Karl Theodor von Dalberg zu; bis zu dessen Tod sollte Eugène weiter seinen Geschäften in Italien nachgehen. Das nachgeschobene napoleonische Angebot, Kronprinz von Schweden zu werden, schlug Eugène aus. Mit der Geburt von Napoléon II. am 20. März 1811 war er nicht mehr der Erbe der französischen Kaiserkrone, hielt jedoch weiter zu seinem Adoptivvater. Er nahm an dessen Russlandfeldzug von 1812 teil und erlebte den unehrenhaften und verlustreichen Rückzug der Grande Armée, der ihn sehr erschütterte. Gleichwohl übernahm er im Januar 1813 den Oberbefehl über den Rest der französischen Armee in Deutschland. Nach der Schlacht bei Großgörschen, die die Franzosen unter herben Verlusten noch einmal für sich entscheiden konnten, kehrte er im Mai 1813 nach Mailand zurück. Im August musste er auf Befehl Napoleons bereits wieder ins Feld ziehen, dieses Mal gegen Österreich. Während Napoleon in der Völkerschlacht bei Leipzig am 18. Oktober 1813 niedergerungen wurde, kämpfte Eugène in Italien weiter. 
Am 8. Februar 1814 konnte er sich gegen die Österreicher in der Schlacht am Mincio noch behaupten, aber nach der offiziellen Nachricht vom Thronverzicht Napoleons streckte er am 17. April 1814 die Waffen. Er schloss mit Feldmarschall Bellegarde eine Konvention, welche die Verwaltung seines Königreichs in die Hände der Alliierten legte. Angesichts zunehmender antifranzösischer Stimmung verließ Eugène Italien und traf mit seiner Familie am 4. Mai 1814 am bayerischen Königshof in München ein. Während des Wiener Kongresses und der Herrschaft der Hundert Tage war er kurzzeitig als möglicher Großherzog von Genua bzw. als Regent Frankreichs im Gespräch. Die Angliederung Genuas an Sardinien-Piemont sowie die Rückkehr des Kaisers bzw. die Machtübernahme Fouchés nach Napoleons endgültigem Sturz bereiteten derartigen Plänen 1815 jeweils ein schnelles Ende.

### Herzog von Leuchtenberg
Um die Familie des Schwiegersohns zu versorgen, erhielt er mittels einer königlichen Urkunde vom 14. und einer königlichen Erklärung vom 15. November 1817 von Maximilian I. Joseph von Bayern auf Vorschlag von dessen Minister Maximilian Graf von Montgelas den Titel eines Herzogs von Leuchtenberg – in Anlehnung an das gleichnamige oberpfälzische Landgrafentum, wo das Haus Leuchtenberg nach dem 17. Jahrhundert ausgestorben war –, und eines Fürsten von Eichstätt zugesprochen. Den Herzogtitel erhielt er ohne Verbindung mit einem Güterbesitz; die Ausmittlung eines aus Gütern, Renten und Rechten gebildeten neuen Fürstentums „in der Gegend von Eichstädt“ erfolgte durch einen königlichen Kommissar, Regierungsrat Carl Joseph Hartmann. Mit dem Titel erhielt Eugène auch ein neues Wappen. Fortan führte der neue Fürst in München bzw. auf dem von ihm 1816 erworbenen Schloss Ismaning als Sommersitz ein ruhiges Leben; sein Fürstentum mit dem Residenzort Eichstätt besuchte er nur wenige Male, insbesondere um seiner Jagdleidenschaft in den ausgedehnten Wäldern seines Fürstentums zu frönen, oder als Zwischenstation auf ausgedehnten Reisen. Eichstätt fungierte nur als „Nebenschauplatz herrschaftlicher Aktivität und fürstlicher Repräsentation“ (Hintermayr, S. 479). Dennoch wurde er wegen seiner Großzügigkeit – er unterstützte beispielsweise die Armenpflege und finanzierte der Eichstätter Casino- und Theatergesellschaft ein eigenes Gebäude mit – und Volksnähe bei seinen seltenen Aufenthalten in Eichstätt sehr populär. In München wurde ab Herbst 1817 für den Eichstätter Fürsten von Hofbaumeister Leo von Klenze das Palais Leuchtenberg errichtet – mit einer mehrmonatigen Unterbrechung wegen eines Streites mit Kronprinz Ludwig, der sich aber schließlich seinem Vater fügte und dessen Erklärung vom 15. November 1817 anerkannte. Im Herbst 1821 konnte die Familie ihr neues Pracht-Domizil mit seinen 253 Zimmern beziehen.
Eugène besuchte mehrfach seine von ihm sehr verehrte Schwester Hortense am Bodensee; diese hatte dort um 1817 das Schloss Arenenberg gekauft. Er erwarb daraufhin vom Landwirt Johann Eigenmann den benachbarten Gutsbetrieb Sandegg. Damit erhielt er das reizvoll gelegene Baugrundstück für sein Schloss Eugensberg. Dieses liegt in Salenstein im Kanton Thurgau in der Schweiz am Südufer des Untersees gegenüber der Insel Reichenau. Es wurde von 1819 bis 1821 errichtet, weder Architekt noch Baupläne sind bekannt. Im August 1822 empfing die herzogliche Familie in Eichstätt den schwedischen Kronprinzen Oskar, Sohn von König Karl XIV. Johann (der ehemalige französische Marschall Bernadotte), der um die Hand der ältesten Tochter Josephine bat und sie am 22. Mai 1823 in München ehelichte. 

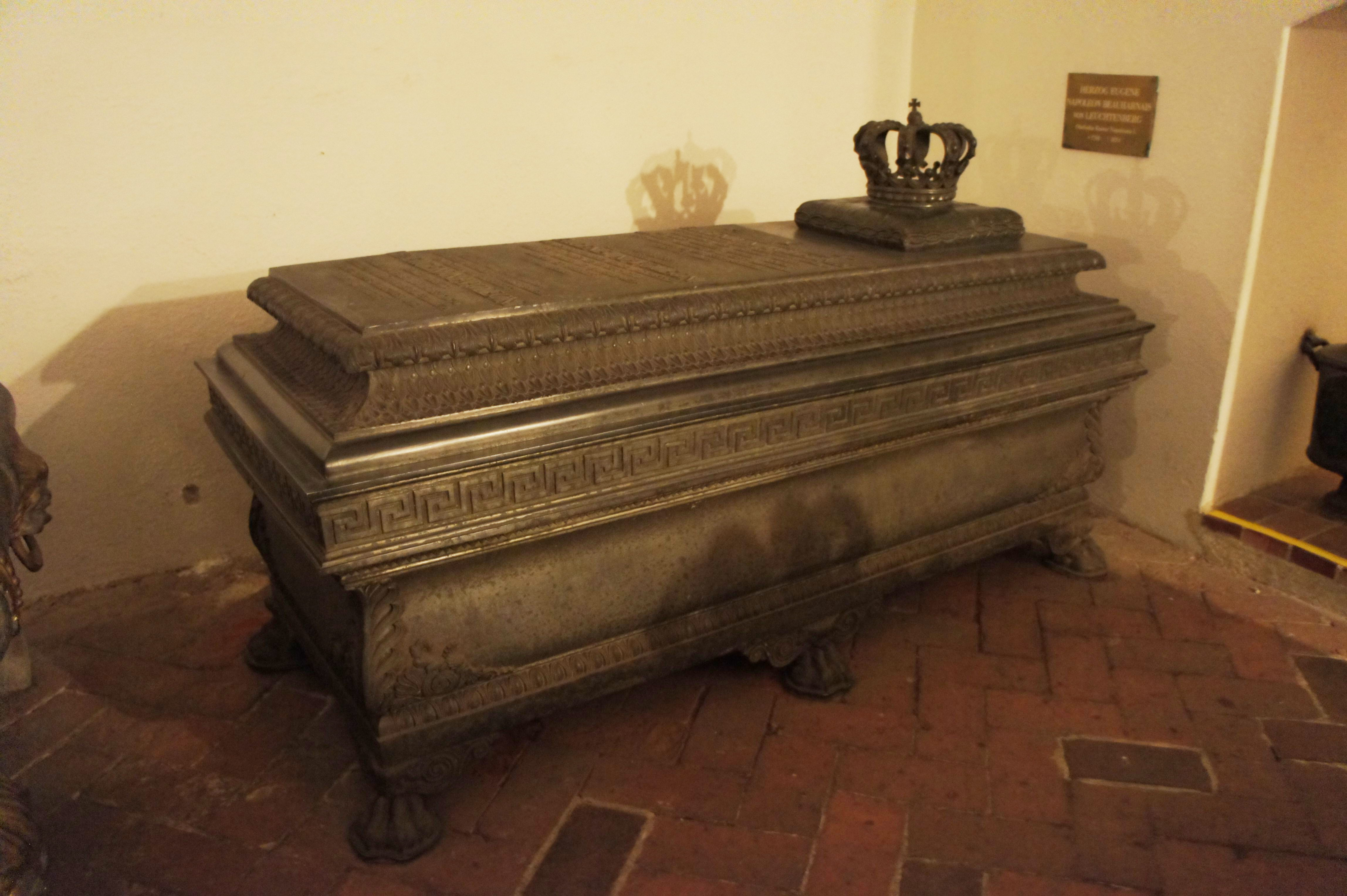
Sarkophag von Eugène de Beauharnais in der Fürstengruft von St. Michael in München

Eugène de Beauharnais starb 1824, nachdem er im Jahr zuvor zwei Schlaganfälle erlitten hatte. Er wurde am 25. Februar in der Fürstengruft der Hofkirche St. Michael-Kirche in München neben seiner Tochter Carolina Clotilde bestattet, wo auch ein Grabmal an ihn erinnert. Dieses wurde gestaltet von Bertel Thorwaldsen, Pietro Tenerani und Ernst Mayer nach einem Entwurf von Leo von Klenze (1830).

## Nachkommen

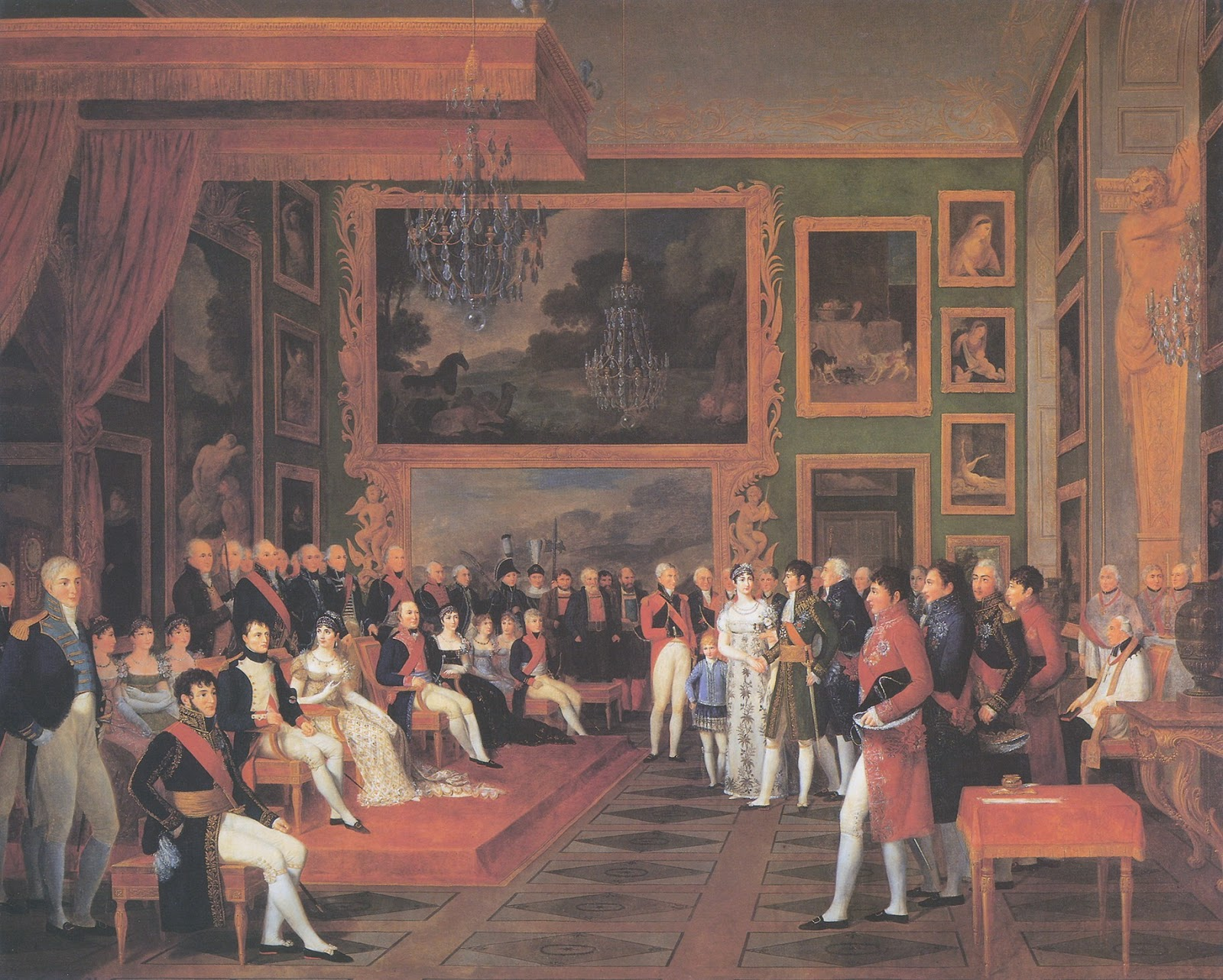
Ziviltrauung von Eugène de Beauharnais mit Auguste von Bayern, gemalt von François-Guillaume Ménageot.

Aus der Ehe mit Auguste von Bayern gingen sieben Kinder hervor:
- Joséphine (1807–1876); ⚭ Oskar I., König von Schweden
- Eugénie (1808–1847); ⚭ Konstantin von Hohenzollern-Hechingen (1801–1869)
- Auguste (1810–1835), 2. Herzog von Leuchtenberg; ⚭ Maria II., Königin von Portugal
- Amélie (1812–1873); ⚭ Dom Pedro I., Kaiser von Brasilien
- Théodelinde (1814–1857); ⚭ Wilhelm Graf von Württemberg (späterer Herzog von Urach)
- Carolina Clotilde (* 15. Januar 1816 in München; † 25. Januar 1816 in München, beigesetzt in der Fürstengruft von St. Michael)
- Maximilian (1817–1852), 3. Herzog von Leuchtenberg, Fürst Romanowski; ⚭ Marija Nikolajewna Romanowa, Großfürstin von Russland, Tochter des Zaren Nikolaus I., die vormals französisch-deutsche Familie wurde zu einer russischen.

## Ehrungen
Sein Name ist am Triumphbogen in Paris in der 24. Spalte eingetragen.
1818 wurde er zum Ehrenmitglied der Bayerischen Akademie der Wissenschaften ernannt.
Nach ihm benannt ist die Pflanzengattung Leuchtenbergia Hook. aus der Familie der Kakteengewächse (Cactaceae) mit der Art Leuchtenbergia principis.
Seine Schwester Hortense widmete ihm ihr Album 12 Romances (verlegt um 1818).

## Sonstiges
1803 erwarb Eugène in Paris das Hôtel Villeroy, welches seither Hôtel de Beauharnais genannt wird. Er renovierte es und stattete es kostbar im Stil des Empire aus. Das Gebäude wurde später von Friedrich Wilhelm III. erworben und diente zunächst als Sitz der Preußischen Gesandtschaft. Seit 1961 ist es die Residenz des Deutschen Botschafters in Frankreich.
Eugène de Beauharnais war während seiner Zeit als Vizekönig des Königreichs Italien ein großer Gönner und Förderer des italienischen Gemmenschneiders Giovanni Beltrami, der dank Eugène de Beauharnais zahlreiche Werke für die Familie Bonapartes schuf.

## Stammbaum
|                                                   |                                                   |                                                   |                                                   |                                                   |                                                   |                                  |                                  | François de Beauharnais (Gouverneur von Martinique) | François de Beauharnais (Gouverneur von Martinique) | François de Beauharnais (Gouverneur von Martinique) | François de Beauharnais (Gouverneur von Martinique) | François de Beauharnais (Gouverneur von Martinique) | François de Beauharnais (Gouverneur von Martinique) |                                         |                                         | Marie Anne Henriette Francoise Pyvart de Chastullé                   | Marie Anne Henriette Francoise Pyvart de Chastullé                   | Marie Anne Henriette Francoise Pyvart de Chastullé                   | Marie Anne Henriette Francoise Pyvart de Chastullé                   | Marie Anne Henriette Francoise Pyvart de Chastullé                   | Marie Anne Henriette Francoise Pyvart de Chastullé                   |                                          |                                          | Joseph-Gaspard de Tascher de La Pagerie (Marineoffizier) | Joseph-Gaspard de Tascher de La Pagerie (Marineoffizier) | Joseph-Gaspard de Tascher de La Pagerie (Marineoffizier) | Joseph-Gaspard de Tascher de La Pagerie (Marineoffizier) | Joseph-Gaspard de Tascher de La Pagerie (Marineoffizier) | Joseph-Gaspard de Tascher de La Pagerie (Marineoffizier) |                          |                          | Rose Claire des Vergers de Sannois                     | Rose Claire des Vergers de Sannois                     | Rose Claire des Vergers de Sannois                     | Rose Claire des Vergers de Sannois                     | Rose Claire des Vergers de Sannois                     | Rose Claire des Vergers de Sannois                     |                                 |                                 | Carlo Buonaparte                     | Carlo Buonaparte                     | Carlo Buonaparte                     | Carlo Buonaparte                     | Carlo Buonaparte                     | Carlo Buonaparte                     |  |  | Letizia Ramolino           | Letizia Ramolino           | Letizia Ramolino           | Letizia Ramolino           | Letizia Ramolino           | Letizia Ramolino           |
|                                                   |                                                   |                                                   |                                                   |                                                   |                                                   |                                  |                                  | François de Beauharnais (Gouverneur von Martinique) | François de Beauharnais (Gouverneur von Martinique) | François de Beauharnais (Gouverneur von Martinique) | François de Beauharnais (Gouverneur von Martinique) | François de Beauharnais (Gouverneur von Martinique) | François de Beauharnais (Gouverneur von Martinique) |                                         |                                         | Marie Anne Henriette Francoise Pyvart de Chastullé                   | Marie Anne Henriette Francoise Pyvart de Chastullé                   | Marie Anne Henriette Francoise Pyvart de Chastullé                   | Marie Anne Henriette Francoise Pyvart de Chastullé                   | Marie Anne Henriette Francoise Pyvart de Chastullé                   | Marie Anne Henriette Francoise Pyvart de Chastullé                   |                                          |                                          | Joseph-Gaspard de Tascher de La Pagerie (Marineoffizier) | Joseph-Gaspard de Tascher de La Pagerie (Marineoffizier) | Joseph-Gaspard de Tascher de La Pagerie (Marineoffizier) | Joseph-Gaspard de Tascher de La Pagerie (Marineoffizier) | Joseph-Gaspard de Tascher de La Pagerie (Marineoffizier) | Joseph-Gaspard de Tascher de La Pagerie (Marineoffizier) |                          |                          | Rose Claire des Vergers de Sannois                     | Rose Claire des Vergers de Sannois                     | Rose Claire des Vergers de Sannois                     | Rose Claire des Vergers de Sannois                     | Rose Claire des Vergers de Sannois                     | Rose Claire des Vergers de Sannois                     |                                 |                                 | Carlo Buonaparte                     | Carlo Buonaparte                     | Carlo Buonaparte                     | Carlo Buonaparte                     | Carlo Buonaparte                     | Carlo Buonaparte                     |  |  | Letizia Ramolino           | Letizia Ramolino           | Letizia Ramolino           | Letizia Ramolino           | Letizia Ramolino           | Letizia Ramolino           |
|                                                   |                                                   |                                                   |                                                   |                                                   |                                                   |                                  |                                  |                                                     |                                                     |                                                     |                                                     |                                                     |                                                     |                                         |                                         |                                                                      |                                                                      |                                                                      |                                                                      |                                                                      |                                                                      |                                          |                                          |                                                          |                                                          |                                                          |                                                          |                                                          |                                                          |                          |                          |                                                        |                                                        |                                                        |                                                        |                                                        |                                                        |                                 |                                 |                                      |                                      |                                      |                                      |                                      |                                      |  |  |                            |                            |                            |                            |                            |                            |
|                                                   |                                                   |                                                   |                                                   |                                                   |                                                   |                                  |                                  |                                                     |                                                     |                                                     |                                                     |                                                     |                                                     |                                         |                                         |                                                                      |                                                                      |                                                                      |                                                                      |                                                                      |                                                                      |                                          |                                          |                                                          |                                                          |                                                          |                                                          |                                                          |                                                          |                          |                          |                                                        |                                                        |                                                        |                                                        |                                                        |                                                        |                                 |                                 |                                      |                                      |                                      |                                      |                                      |                                      |  |  |                            |                            |                            |                            |                            |                            |
|                                                   |                                                   |                                                   |                                                   | Maximilian I. (König von Bayern)                  | Maximilian I. (König von Bayern)                  | Maximilian I. (König von Bayern) | Maximilian I. (König von Bayern) | Maximilian I. (König von Bayern)                    | Maximilian I. (König von Bayern)                    |                                                     |                                                     | Auguste Wilhelmine (Königin von Bayern)             | Auguste Wilhelmine (Königin von Bayern)             | Auguste Wilhelmine (Königin von Bayern) | Auguste Wilhelmine (Königin von Bayern) | Auguste Wilhelmine (Königin von Bayern)                              | Auguste Wilhelmine (Königin von Bayern)                              |                                                                      |                                                                      | Alexandre de Beauharnais (Armeeoffizier)                             | Alexandre de Beauharnais (Armeeoffizier)                             | Alexandre de Beauharnais (Armeeoffizier) | Alexandre de Beauharnais (Armeeoffizier) | Alexandre de Beauharnais (Armeeoffizier)                 | Alexandre de Beauharnais (Armeeoffizier)                 |                                                          |                                                          | Joséphine de Beauharnais                                 | Joséphine de Beauharnais                                 | Joséphine de Beauharnais | Joséphine de Beauharnais | Joséphine de Beauharnais                               | Joséphine de Beauharnais                               |                                                        |                                                        | Napoleon (Kaiser der Franzosen)                        | Napoleon (Kaiser der Franzosen)                        | Napoleon (Kaiser der Franzosen) | Napoleon (Kaiser der Franzosen) | Napoleon (Kaiser der Franzosen)      | Napoleon (Kaiser der Franzosen)      |                                      |                                      |                                      |                                      |  |  |                            |                            |                            |                            |                            |                            |
|                                                   |                                                   |                                                   |                                                   | Maximilian I. (König von Bayern)                  | Maximilian I. (König von Bayern)                  | Maximilian I. (König von Bayern) | Maximilian I. (König von Bayern) | Maximilian I. (König von Bayern)                    | Maximilian I. (König von Bayern)                    |                                                     |                                                     | Auguste Wilhelmine (Königin von Bayern)             | Auguste Wilhelmine (Königin von Bayern)             | Auguste Wilhelmine (Königin von Bayern) | Auguste Wilhelmine (Königin von Bayern) | Auguste Wilhelmine (Königin von Bayern)                              | Auguste Wilhelmine (Königin von Bayern)                              |                                                                      |                                                                      | Alexandre de Beauharnais (Armeeoffizier)                             | Alexandre de Beauharnais (Armeeoffizier)                             | Alexandre de Beauharnais (Armeeoffizier) | Alexandre de Beauharnais (Armeeoffizier) | Alexandre de Beauharnais (Armeeoffizier)                 | Alexandre de Beauharnais (Armeeoffizier)                 |                                                          |                                                          | Joséphine de Beauharnais                                 | Joséphine de Beauharnais                                 | Joséphine de Beauharnais | Joséphine de Beauharnais | Joséphine de Beauharnais                               | Joséphine de Beauharnais                               |                                                        |                                                        | Napoleon (Kaiser der Franzosen)                        | Napoleon (Kaiser der Franzosen)                        | Napoleon (Kaiser der Franzosen) | Napoleon (Kaiser der Franzosen) | Napoleon (Kaiser der Franzosen)      | Napoleon (Kaiser der Franzosen)      |                                      |                                      |                                      |                                      |  |  |                            |                            |                            |                            |                            |                            |
|                                                   |                                                   |                                                   |                                                   |                                                   |                                                   |                                  |                                  |                                                     |                                                     |                                                     |                                                     |                                                     |                                                     |                                         |                                         |                                                                      |                                                                      |                                                                      |                                                                      |                                                                      |                                                                      |                                          |                                          |                                                          |                                                          |                                                          |                                                          |                                                          |                                                          |                          |                          |                                                        |                                                        |                                                        |                                                        |                                                        |                                                        |                                 |                                 |                                      |                                      |                                      |                                      |                                      |                                      |  |  |                            |                            |                            |                            |                            |                            |
|                                                   |                                                   |                                                   |                                                   |                                                   |                                                   |                                  |                                  |                                                     |                                                     |                                                     |                                                     |                                                     |                                                     |                                         |                                         |                                                                      |                                                                      |                                                                      |                                                                      |                                                                      |                                                                      |                                          |                                          |                                                          |                                                          |                                                          |                                                          |                                                          |                                                          |                          |                          |                                                        |                                                        |                                                        |                                                        |                                                        |                                                        |                                 |                                 |                                      |                                      |                                      |                                      |                                      |                                      |  |  |                            |                            |                            |                            |                            |                            |
|                                                   |                                                   |                                                   |                                                   |                                                   |                                                   |                                  |                                  | Auguste von Bayern (Vizekönigin von Italien)        | Auguste von Bayern (Vizekönigin von Italien)        | Auguste von Bayern (Vizekönigin von Italien)        | Auguste von Bayern (Vizekönigin von Italien)        | Auguste von Bayern (Vizekönigin von Italien)        | Auguste von Bayern (Vizekönigin von Italien)        |                                         |                                         | Eugène de Beauharnais (Adoptivsohn Napoleons, Vizekönig von Italien) | Eugène de Beauharnais (Adoptivsohn Napoleons, Vizekönig von Italien) | Eugène de Beauharnais (Adoptivsohn Napoleons, Vizekönig von Italien) | Eugène de Beauharnais (Adoptivsohn Napoleons, Vizekönig von Italien) | Eugène de Beauharnais (Adoptivsohn Napoleons, Vizekönig von Italien) | Eugène de Beauharnais (Adoptivsohn Napoleons, Vizekönig von Italien) |                                          |                                          |                                                          |                                                          |                                                          |                                                          |                                                          |                                                          |                          |                          | Hortense de Beauharnais (Königin von Holland)          | Hortense de Beauharnais (Königin von Holland)          | Hortense de Beauharnais (Königin von Holland)          | Hortense de Beauharnais (Königin von Holland)          | Hortense de Beauharnais (Königin von Holland)          | Hortense de Beauharnais (Königin von Holland)          |                                 |                                 | Louis Bonaparte (König von Holland)  | Louis Bonaparte (König von Holland)  | Louis Bonaparte (König von Holland)  | Louis Bonaparte (König von Holland)  | Louis Bonaparte (König von Holland)  | Louis Bonaparte (König von Holland)  |  |  |                            |                            |                            |                            |                            |                            |
|                                                   |                                                   |                                                   |                                                   |                                                   |                                                   |                                  |                                  | Auguste von Bayern (Vizekönigin von Italien)        | Auguste von Bayern (Vizekönigin von Italien)        | Auguste von Bayern (Vizekönigin von Italien)        | Auguste von Bayern (Vizekönigin von Italien)        | Auguste von Bayern (Vizekönigin von Italien)        | Auguste von Bayern (Vizekönigin von Italien)        |                                         |                                         | Eugène de Beauharnais (Adoptivsohn Napoleons, Vizekönig von Italien) | Eugène de Beauharnais (Adoptivsohn Napoleons, Vizekönig von Italien) | Eugène de Beauharnais (Adoptivsohn Napoleons, Vizekönig von Italien) | Eugène de Beauharnais (Adoptivsohn Napoleons, Vizekönig von Italien) | Eugène de Beauharnais (Adoptivsohn Napoleons, Vizekönig von Italien) | Eugène de Beauharnais (Adoptivsohn Napoleons, Vizekönig von Italien) |                                          |                                          |                                                          |                                                          |                                                          |                                                          |                                                          |                                                          |                          |                          | Hortense de Beauharnais (Königin von Holland)          | Hortense de Beauharnais (Königin von Holland)          | Hortense de Beauharnais (Königin von Holland)          | Hortense de Beauharnais (Königin von Holland)          | Hortense de Beauharnais (Königin von Holland)          | Hortense de Beauharnais (Königin von Holland)          |                                 |                                 | Louis Bonaparte (König von Holland)  | Louis Bonaparte (König von Holland)  | Louis Bonaparte (König von Holland)  | Louis Bonaparte (König von Holland)  | Louis Bonaparte (König von Holland)  | Louis Bonaparte (König von Holland)  |  |  |                            |                            |                            |                            |                            |                            |
|                                                   |                                                   |                                                   |                                                   |                                                   |                                                   |                                  |                                  |                                                     |                                                     |                                                     |                                                     |                                                     |                                                     |                                         |                                         |                                                                      |                                                                      |                                                                      |                                                                      |                                                                      |                                                                      |                                          |                                          |                                                          |                                                          |                                                          |                                                          |                                                          |                                                          |                          |                          |                                                        |                                                        |                                                        |                                                        |                                                        |                                                        |                                 |                                 |                                      |                                      |                                      |                                      |                                      |                                      |  |  |                            |                            |                            |                            |                            |                            |
|                                                   |                                                   |                                                   |                                                   |                                                   |                                                   |                                  |                                  |                                                     |                                                     |                                                     |                                                     |                                                     |                                                     |                                         |                                         |                                                                      |                                                                      |                                                                      |                                                                      |                                                                      |                                                                      |                                          |                                          |                                                          |                                                          |                                                          |                                                          |                                                          |                                                          |                          |                          |                                                        |                                                        |                                                        |                                                        |                                                        |                                                        |                                 |                                 |                                      |                                      |                                      |                                      |                                      |                                      |  |  |                            |                            |                            |                            |                            |                            |
| Josephine von Leuchtenberg (Königin von Schweden) | Josephine von Leuchtenberg (Königin von Schweden) | Josephine von Leuchtenberg (Königin von Schweden) | Josephine von Leuchtenberg (Königin von Schweden) | Josephine von Leuchtenberg (Königin von Schweden) | Josephine von Leuchtenberg (Königin von Schweden) |                                  |                                  | Eugénie Fürstin von Hohenzollern-Hechingen          | Eugénie Fürstin von Hohenzollern-Hechingen          | Eugénie Fürstin von Hohenzollern-Hechingen          | Eugénie Fürstin von Hohenzollern-Hechingen          | Eugénie Fürstin von Hohenzollern-Hechingen          | Eugénie Fürstin von Hohenzollern-Hechingen          |                                         |                                         | Auguste de Beauharnais Prinzgemahl von Portugal                      | Auguste de Beauharnais Prinzgemahl von Portugal                      | Auguste de Beauharnais Prinzgemahl von Portugal                      | Auguste de Beauharnais Prinzgemahl von Portugal                      | Auguste de Beauharnais Prinzgemahl von Portugal                      | Auguste de Beauharnais Prinzgemahl von Portugal                      |                                          |                                          | Amélie von Leuchtenberg Kaiserin von Brasilien           | Amélie von Leuchtenberg Kaiserin von Brasilien           | Amélie von Leuchtenberg Kaiserin von Brasilien           | Amélie von Leuchtenberg Kaiserin von Brasilien           | Amélie von Leuchtenberg Kaiserin von Brasilien           | Amélie von Leuchtenberg Kaiserin von Brasilien           |                          |                          | Napoléon Louis Bonaparte Großherzog von Kleve und Berg | Napoléon Louis Bonaparte Großherzog von Kleve und Berg | Napoléon Louis Bonaparte Großherzog von Kleve und Berg | Napoléon Louis Bonaparte Großherzog von Kleve und Berg | Napoléon Louis Bonaparte Großherzog von Kleve und Berg | Napoléon Louis Bonaparte Großherzog von Kleve und Berg |                                 |                                 | Napoleon III. (Kaiser der Franzosen) | Napoleon III. (Kaiser der Franzosen) | Napoleon III. (Kaiser der Franzosen) | Napoleon III. (Kaiser der Franzosen) | Napoleon III. (Kaiser der Franzosen) | Napoleon III. (Kaiser der Franzosen) |  |  | Napoléon Charles Bonaparte | Napoléon Charles Bonaparte | Napoléon Charles Bonaparte | Napoléon Charles Bonaparte | Napoléon Charles Bonaparte | Napoléon Charles Bonaparte |

## Film
- Napoleons Erben in Bayern. Die Herzöge von Leuchtenberg, BR-Filmdokumentation von Bernhard Graf, 2020.